# Трансонімізація
Трансонімізація — перехід власної назви з одного класу в інший. Традиційно науковці називають трансонімізацію особливим різновидом лексико-семантичного способу словотвору, при якому відбувається семантичний перехід власної назви у власну назву. Однак в ономастиці побутують суперечливі думки щодо того, чи є взагалі трансонімізація способом словотворення. Деякі російські і незначна кількість українських мовознавців стверджують, що трансонімізація не є процесом деривації, а навпаки являє собою «чистий» логічний перехід слова з одного класу імен в інший. 
Розрізняють абсолютну трансонімізацію (Говерла (оронім) → Говерла (зоонім)), коли власна назва переходить з одного класу імен в інший повністю, не зазнавши при цьому змін, та мішану, коли власна назва зазнає певних змін, а твориться найчастіше за допомогою афіксів (Адам (антропонім) → Адамівка (топонім)). Абсолютна трансонімізація є причиною ономастичної омонімії.